# رياض غلمية
رياض غلمية (1940)، ممثل ومذيع لبناني. ومحرر سابق في إذاعة صوت ألمانيا بين عامي 1975 إلى غاية 1994 من مواليد طرابلس في لبنان عام 1940، تخرج من كلية الفنون الدرامية والمسرحية في نيويورك .كان قد عمل قبل ذلك في حقل دبلجة الأفلام في إيطاليا ثم في مؤسسة ترانستل في صوت ألمانيا وكان يقوم بأدوار تمثيلية في مسلسلات إذاعية وأفلام وكذلك الأشرطة الوثائقية. قام بأدوار البطولة في عدد من الأفلام السينمائية مع الممثلة سميرة توفيق مثل فيلم بدوية في روما عام 1965، وحسناء البادية عام 1964، وإنتربول في بيروت عام 1966، والقاهرون عام 1967.